# یین جونهوا
یین جونهوا (尹 军花؛ زادهٔ ۲۷ اوت ۱۹۹۰) بوکسور زن اهل چین است.
از افتخارات وی میتوان به کسب مدال نقره وزن Lightweight  در بازی‌های المپیک تابستانی ۲۰۱۶ اشاره کرد.